# Этеменанки

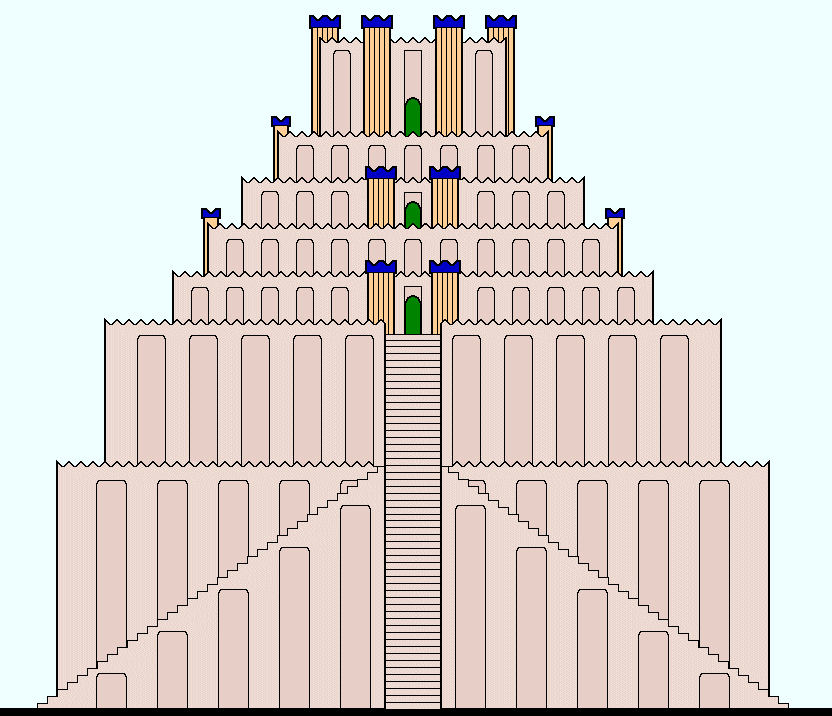
Реконструкция Этеменанки по Шмиду

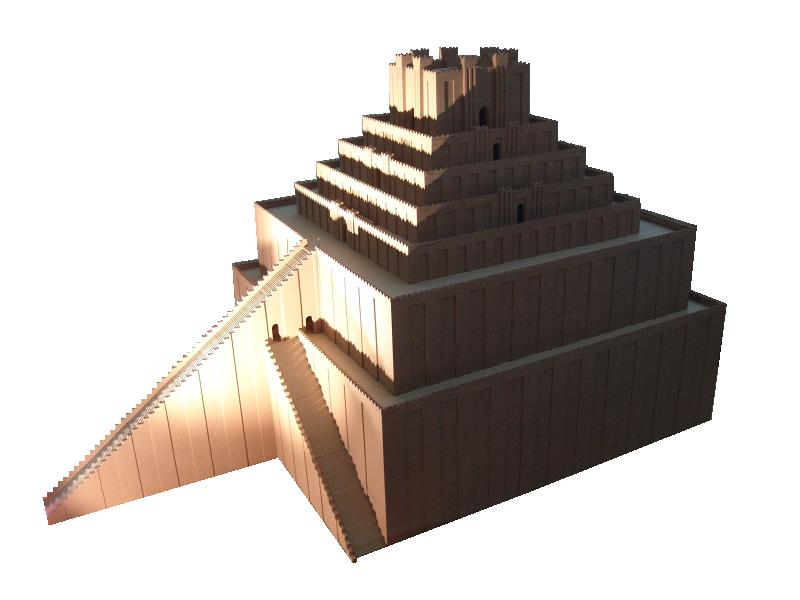
Модель в Пергамском музее Берлина

Этеменанки (шум. É.TEMEN.AN.KI 𒂍𒋼𒀭𒆠 «Дом основания неба и земли») — зиккурат в древнем Вавилоне, предполагаемый прототип Вавилонской башни. Был посвящён верховному богу Мардуку. 
Неизвестно, когда именно было осуществлено первоначальное строительство этой башни, но зиккурат здесь мог существовать уже во время правления Хаммурапи (1792—1750 до н. э.). Ассириолог Эндрю Р. Джордж утверждает, что он был построен где-то между XIV и IX веками до н. э. Башня разрушалась и реконструировалась несколько раз. Последняя и самая крупная реконструкция, превратившая башню в самое высокое строение древнего Вавилона, была в период Нововавилонского царства. 
Эта последняя законченная реконструкция зиккурата была произведена во второй половине VII в. до н. э. архитектором Арадаххешу — после разрушения города и зиккурата ассирийским царём Синнахерибом в 689 году до н. э. восстановительные работы были начаты ещё ассирийским царём Асархаддоном и продолжены при нововавилонских правителях Набопаласаре и Навуходоносоре II, который и восстановил зиккурат в его величии. Башня была частью храмового комплекса, располагавшегося на берегах реки Евфрат, и центральным элементом как этого комплекса, так и всего города был храм Мардука (Эсагила), с которым был связан зиккурат Этеменанки.
В 2003 году учёные обнаружили в коллекции Шёйена древнейшее из известных изображений Этеменанки. Высеченная на чёрном камне, «Стела Вавилонской башни», как её называют, датируется 604–562 гг. до н. э., временем Навуходоносора II. Этеменанки также описан в клинописной табличке из Урука от 229 г. до н. э., копии более древнего текста (сейчас находится в Лувре). Евреи, насильственно переселённые Навуходоносором в «вавилонский плен» после уничтожения Иудейского царства, познакомились с культурой и религией Междуречья и, несомненно, знали о существовании зиккуратов. Айзек Азимов полагал, что они могли принять башню Навуходоносора в процессе её строительства за разрушенную. 
Высота сооружения предположительно была 91 метр с квадратным основанием 91 метр с каждой стороны. По крайней мере, такова оценка, сделанная в 1876 году ассириологом Джорджем Смитом. Подсчёты позволяют говорить о том, что для возведения этой башни было использовано около 85 млн кирпичей. Зиккурат имел 7 ярусов, на вершине последнего из которых располагался двухэтажный храм. До настоящего времени не сохранился, установлено лишь местоположение зиккурата в черте города в ходе раскопок, проведённых Робертом Кольдевеем после 1913 года. Большая лестница была обнаружена на южной стороне здания, где тройные ворота соединяли её с Эсагилой. А большие ворота на востоке соединяли Этеменанки с дорогой священной процессии (ныне реконструированной в Пергамском музее).
В 331 году до н. э. Александр Великий приказал разобрать здание для последующей реконструкции, которой помешала его смерть. Начатое ещё при Александре строительство Этеменанки так и не было завершено; остатки верхней части зиккурата были вывезены в округ Новый город. В Вавилонских хрониках и Астрономических дневниках записано ещё несколько попыток восстановить Этеменанки, которым всегда предшествовало удаление последних обломков первоначального зиккурата. Окончательно был разрушен по повелению Селевкида, суеверного наследного принца Антиоха I, споткнувшегося там при жертвоприношении. В гневе он приказал своим погонщикам слонов уничтожить последние остатки. Когда в эллинистический период башня была разобрана, из её кирпичей построен театр. По этой же причине позднейшие путешественники и исследователи долгое время не могли обнаружить руин Вавилонской башни.